# Odakyū série 8000
La Serie Odakyū 8000 (小田急8000形, Odakyū 8000-gata), est un train de banlieue électrique à unités multiples (EMU), de 1 500 V CC, exploité par l'opérateur ferroviaire privé Odakyū Electric Railway au Japon depuis 1983.
Si l'on doit nommer des formations, ce sera toujours avec la voiture no 1 située côté Shinjuku.

## Histoire
Afin d'augmenter la capacité de transport de la ligne et augmenter la longueur des trains de banlieue,, la série 8000 fut commandée et introduite comme un train de banlieue à usage général qui pouvait être utilisé pour tout, depuis les trains locaux, jusqu'aux trains express . L'apparence du générale du train a été choisie différente pour la première fois en 11 ans environ depuis la série 9000 , et entre 1982 et 1987, 16 formations de 4 voitures et 16 formations de 6 voitures ont été construites. Un total de 160 voitures ont été fabriquées . Des travaux de réparation de la carrosserie, ainsi qu'une légère rénovation ont été effectués sur toutes les rames de 2002 à 2013, et toutes les rames sauf les deux premières ont reçu un système de contrôle par onduleur VVVF.
La série 5000 (première génération), que la compagnie utilisait comme train de banlieue principal depuis 1969, comptait un total de 180 véhicules fabriqués entre 1969 et 1982, ce qui en faisait un modèle approprié en termes d'exploitation et d'entretien facile. À la lumière des tendances technologiques des véhicules ferroviaires qui avaient progressé au cours de cette période, il y avait une opportunité de développer un matériel roulant de nouvelle génération, et un nouveau matériel roulant axé sur les économies d'énergie, la facilité d'entretien et la longue durée de vie a été développée.
La série 2600 a été conçue comme modèle pour les trains locaux  et la série 5000 a été conçue comme train express. Cependant, les nouvelles voitures de banlieue série 8000 pouvaient être utilisées pour les trains locaux, les trains semi-express ou les trains express, sauf l'interconnexion avec la ligne Chiyoda. En outre, il a été prévu qu'il serait possible de l'accoupler à d'autres types de trains "hautes performances"   et de permettre également une exploitation directe sur la ligne ferroviaire Hakone Tozan .
Le type 8000 a été développé et conçu en tenant compte de ces conditions.

## Description
La série 8000 a été produite en formations fixes de 4 voitures et en formations fixes de 6 voitures d'une longueur de 20 m par caisse. La première voiture est le type Kuha 8050, qui est une voiture avec cabine de conduite (S), et la voiture centrale est le type Deha 8000, qui est une motrice (N). Les trains sont organisés en Formation III (S-N-x-N-S) soit des motrices entourées de 2 voitures avec cabine.

### Extérieur
Les voitures font 20 m de longueur totale et ont une carrosserie entièrement métallique d'une largeur de 2,9 m. Le panneau extérieur est en Acier Corten de 3,2 mm d'épaisseur. Afin d'éviter la corrosion, des plaques d'acier inoxydable de 1 mm d'épaisseur ont été utilisées pour l'ensemble du toit et des gouttières , des plaques en acier inoxydable ont également été utilisées pour le plancher. En ce qui concerne le châssis, les véhicules Odakyū précédents avaient une structure dans laquelle la partie centrale du bogie était convexe, mais dans la série 8000, elle a été remplacée par un châssis de forme plate. La partie de support du bogie et le centre de la carrosserie de la voiture a été fabriquée séparément puis soudée ensemble.
Le nez du train a une structure utilisant de grandes vitres incurvées, et les piliers autour de la fenêtre sont peints en noir pour donner l'impression d'une grande fenêtre unique, tandis qu'une porte traversante a été laissée en place pour des raisons de sécurité. Il y a quatre portes latérales par caisse, d'une largeur de 1 300 mm. Les pourtours extérieurs des vitres latérales ont été équipés de cadres en aluminium et les vitres des portes ont également été équipées de bordures en aluminium pour éviter la corrosion.
Les passages entre les voitures ne sont plus les larges passages qui existaient jusqu'à la série 5200, mais sont désormais des passages étroits d'une largeur de 800 mm , et des portes à simple battant sont installées aux deux extrémités de tous les véhicules pour améliorer la sécurité et la climatisation qui a été installée.
La livrée est blanc crème avec une bande bleue parcourant tout le tour du train.

### Intérieur
Tous les sièges sont des sièges longitudinaux et l'aménagement intérieur général est le même que celui de la série 5000, y compris le nombre de sièges, avec sept sièges entre les portes passagers et quatre sièges entre les portes passagers et l'intercirculation.
La palette de couleurs intérieure est fondamentalement la même que celle du modèle précédent, mais les parois latérales sont en aluminium à motifs Decora de couleur vert clair.
De plus, pour les quatre rames 8064, 8065, 8066, et 8266, livrées en 1987, la moquette des sièges a été changée en rouge vin, et les panneaux décoratifs intérieurs ont également été modifiés passant au beige blanc, le sol est également passé du vert au gris. Cette palette de couleurs de base sera reprise sur le série 1000 apparu la même année.

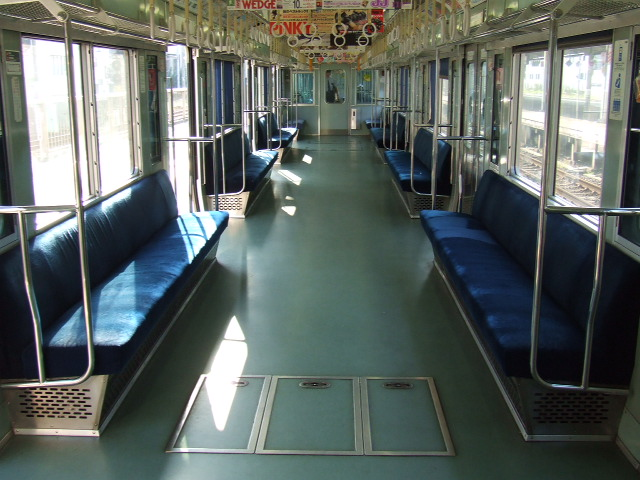
Intérieur original.

### Caractéristiques techniques
Odakyū avait déjà adopté le freinage par récupération dans les séries 2600 et 9000 (équivalent au JHR sur les MF67E de Paris), mais il y avait également eu des progrès technologiques dans le contrôle de la régénération de puissance à partir des plages de vitesse élevées. C'est dans cette optique qu'Odakyū a décidé d'adopter le freinage régénératif électrique sur les nouveaux trains. Le contrôle par hacheur était meilleur en termes d'économies d'énergie. Mais comme les avantages économiques sont apparus plus importants, le contrôle de résistance avec contrôle de hacheur de champ a été adopté pour la série 8000.
Le moteur principal utilisé était le modèle Mitsubishi Electric MB-3282-AC, un moteur à courant continu à balais auto-ventilé d'une puissance unihoraire de 140 kW. En ce qui concerne le dispositif de contrôle, nous avons adopté le type FCM-148-15MRH de Mitsubishi Electric, qui utilise un système de contrôle de hacheur. Ce dispositif de contrôle utilise des thyristors à coupure de gâchette (élément GTO) , qui a simplifié le circuit et a rendu le dispositif lui-même plus petit. Le nombre d'étages du contrôle par résistance est de 13 en série et de 10 en parallèle, et le nombre d'étages de freinage par récupération est de 13. Le système d'entraînement était un entraînement WN  et le rapport des engrenages était de 85:16 = 5,31.
Le dispositif de freinage était un frein direct électromagnétique de type HSC-R, couplé à un freinage électrique par récupération. Lorsque le freinage par récupération échoue, il passe automatiquement au freinage pneumatique, qui fournit une force de freinage stable.
Le bogie moteur est un Sumitomo Metal Industries FS516, et le bogie porteur est un Sumitomo Metal Industries FS016. Les deux roues ont un diamètre de 860 mm, et ce sont des bogies à ressorts pneumatiques "Alstom Link" qui sont utilisés depuis la série 2200. Un « SumiRide de petite taille » a été utilisé comme ressort pneumatique et un dispositif de nettoyage de la bande de roulement à pression constante a été installé.
Le pantographe est de type PT-4212S-AM.
Quant au système de climatisation, chaque voiture est équipée de quatre "blocs clim" centralisés de type CU-195A qui utilisent des compresseurs rotatifs à économie d'énergie et ont une capacité de 10 500 kcal/h , et de deux tuyaux de refroidissement . Dans les véhicules ajoutés après 1986, le système de refroidissement a été remplacé par le type CU- 195A. L'équipement d'alimentation auxiliaire est un moteur-générateur sans balais de type CLG-350A de 140 kVA ou un type BS-483-J de 140 kVA. Des onduleurs statiques (SIV) sont de type BS-483-G. Le compresseur d'air électrique (CP) est le type C-2000LA.
La cabine de l'équipage a été agrandie de 100 mm dans les directions avant et arrière , et l'espace intérieur a été agrandi en installant autant de pièces que possible de manière encastrée. Le tableau de bord de la cabine du conducteur est amovible. Le système de fermeture des portes , qui était auparavant monté au sol sur les véhicules, a été remplacé par un système monté sur linteau.

## Exploitation
Elles servent sur toutes les lignes appartenant a Odakyū, mais ne peuvent faire l'interconnexion avec la ligne de metro Chiyoda.
- Ligne Odawara
- Ligne Tama
- Ligne Enoshima

## Rénovation
- Réparation/réparation de pièces détériorées/corrodées, etc.
  - Après avoir enlevé la peinture, vérification des panneaux extérieurs de la carrosserie, du toit, du plancher, des portes latérales coulissantes, de la tuyauterie, du câblage, etc.
- Mises à jour des équipements, etc.
  - Mise à jour des équipements du circuit principal. La commande a été modifiée avec un onduleur VVVF utilisant des éléments IGBT.
  - Le compresseur d'air électrique (CP) a été remplacé par un type scroll à entraînement alternatif, et l'alimentation auxiliaire a été remplacée par un onduleur statique (SIV). Le SIV est fabriqué par Toshiba et est de type IGBT à 2 niveaux d'une capacité de 140 kVA.
  - La girouette frontale a été changée en LED.
  - Les feux ont été convertis en LED. Le feu de fermeture des portes a été remplacé par le type ovale utilisé sur le wagon secondaire de la série.
  - Installation d'un dispositif antidérapant. Il a été installé sur les voitures, y compris celle de tête.
  - Passage d'une formation 4M2T à 3M3T ((rapport MT 1:1)) pour les trains à 6 voitures
- À l'intérieur de la voiture.
  - Remplacement de fenêtre latérale descendante (si endommagée). Les rideaux ont été abolis au profit d'un verre protecteur aux UV.
  - Remplacement des sangles et des porte-bagages.
  - Les sièges ont été remplacés par des sièges semi-baquets et des poteaux ont été installés sur les sièges pour sept personnes. Les moquettes des sièges sont rouges pour les sièges généraux et bleues pour les sièges prioritaires, et toutes deux présentent le même motif détaillé.
  - Aménagement d'un espace UFR (avec siège escamotable). Trois sièges ont été attribués sur le côté droit de la voiture de tête.
  - Le dispositif d'arrêt d'urgence est passé d'un type d'alarme à un type interactif. Il permet de parler avec l'équipage.
  - Installation d'équipements de diffusion automatique (SISVE)
- Cabine d'équipage
  - Installation d'un récepteur d'appel d'urgence. Il est situé à droite de la console de la cabine du conducteur et permet la communication du conducteur au conducteur arrière et aussi au passagers.
  - Installation d'un contrôleur pour le système de diffusion automatique (derrière le siège passager de la première voiture en descente).
  - Moniteur de conduite modifié.
  - Deux écrans LCD tactiles ont été installés comme dispositifs d'affichage pour la surveillance des systèmes (un par cabine), actions limitées par le fait que le circuit principal n'a pas été modifié.

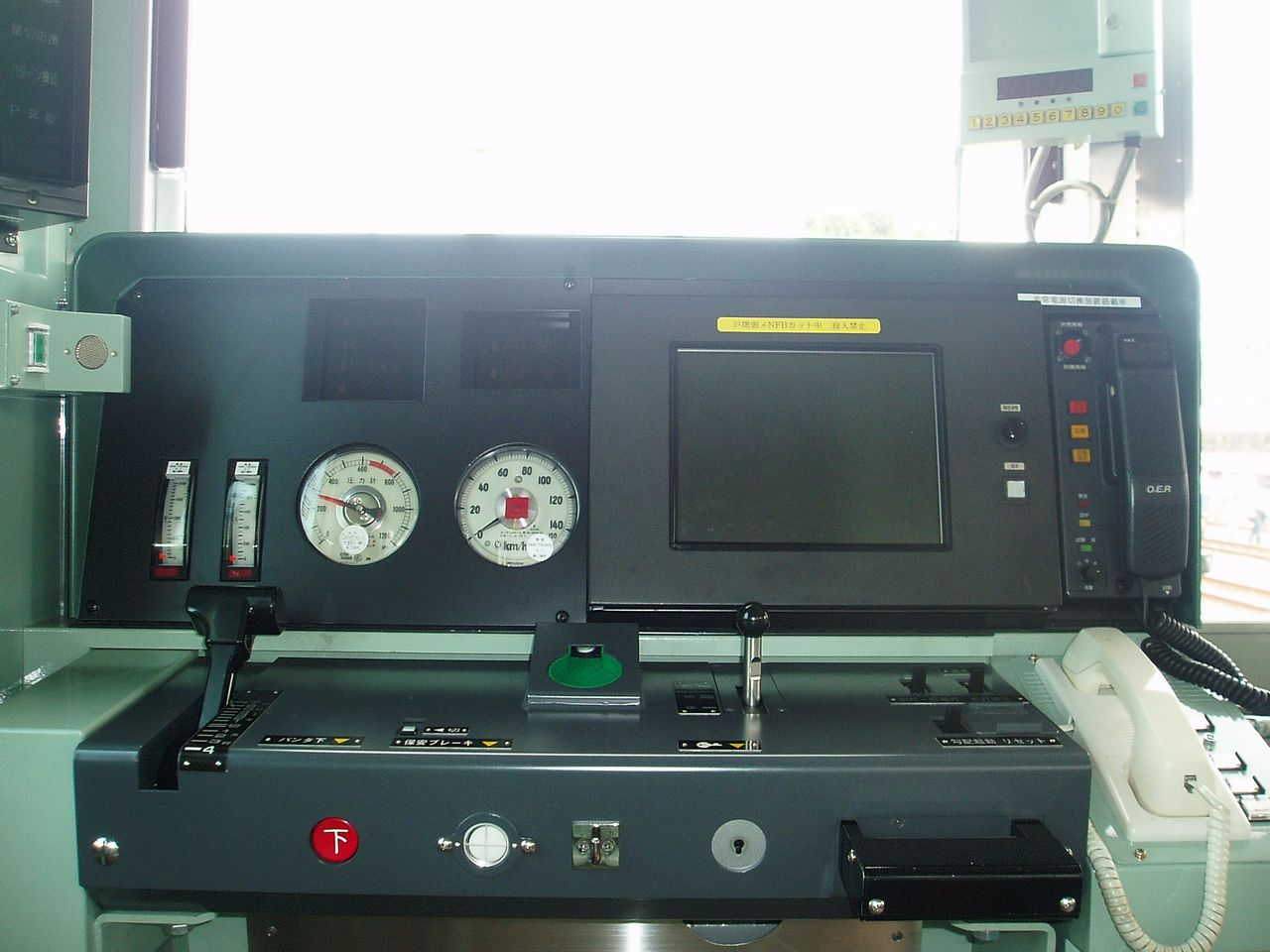
Nouvelle cabine de conduite.
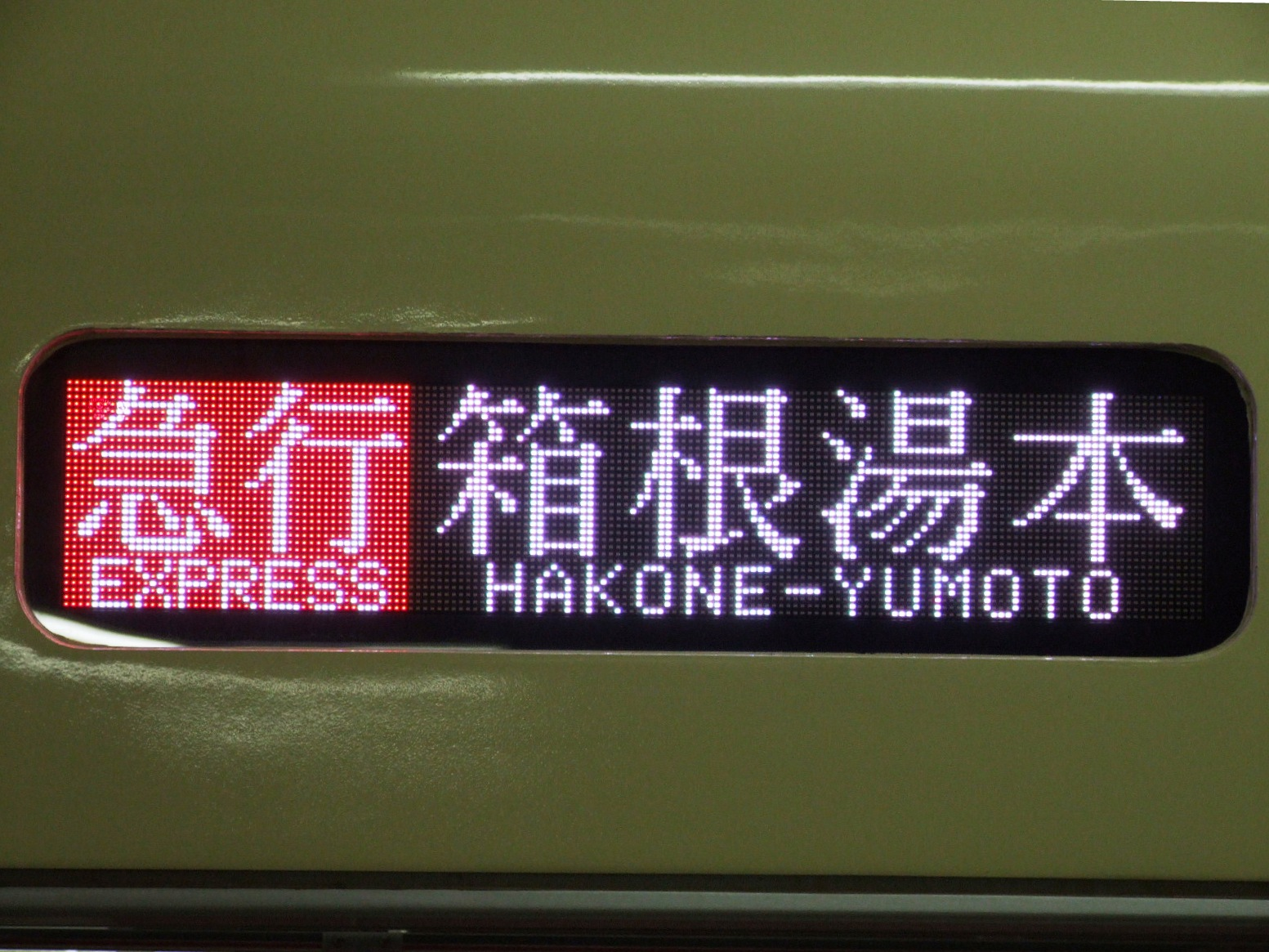
Girouette latérale LED.
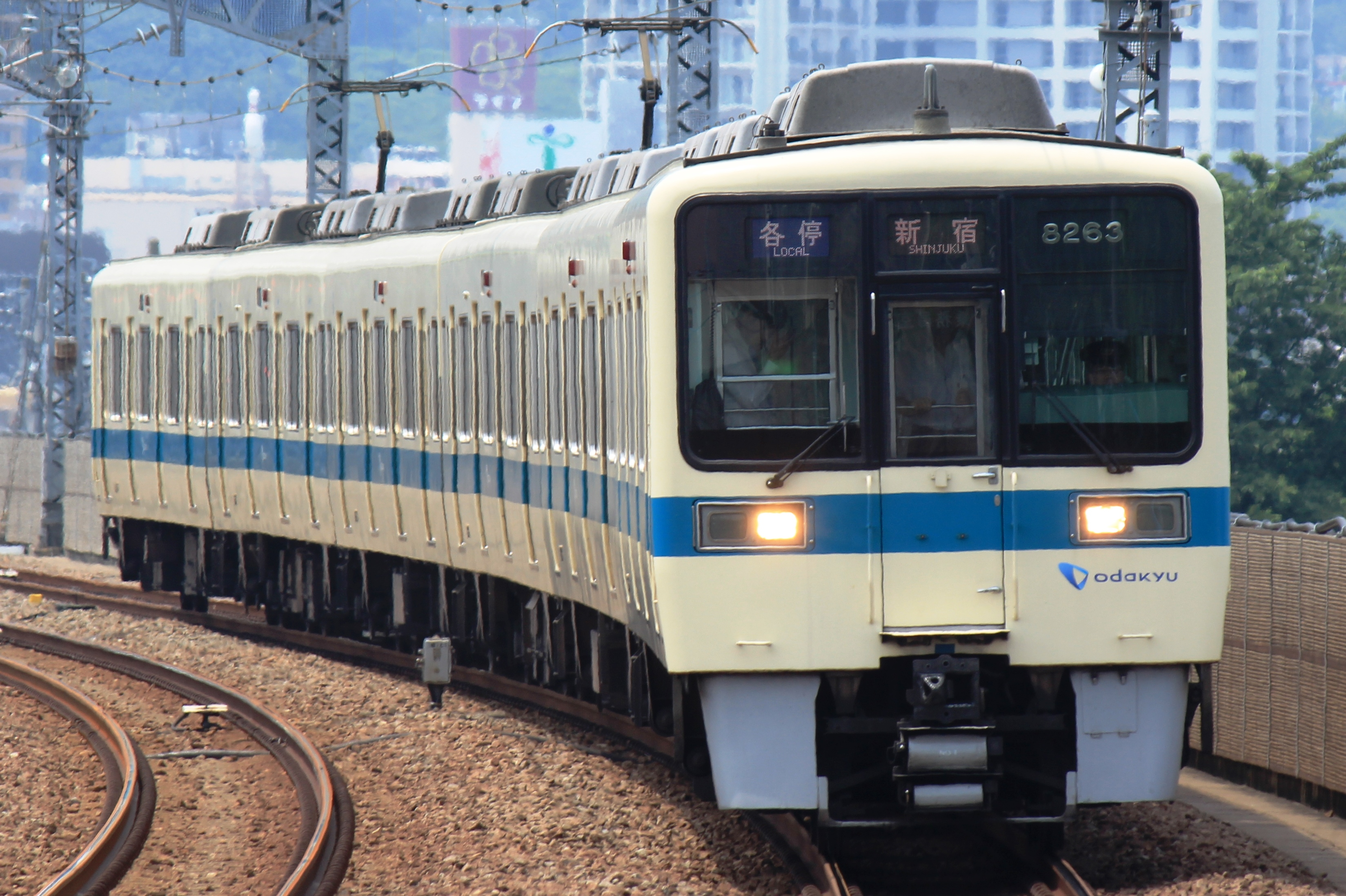
Girouette frontale Full LED.
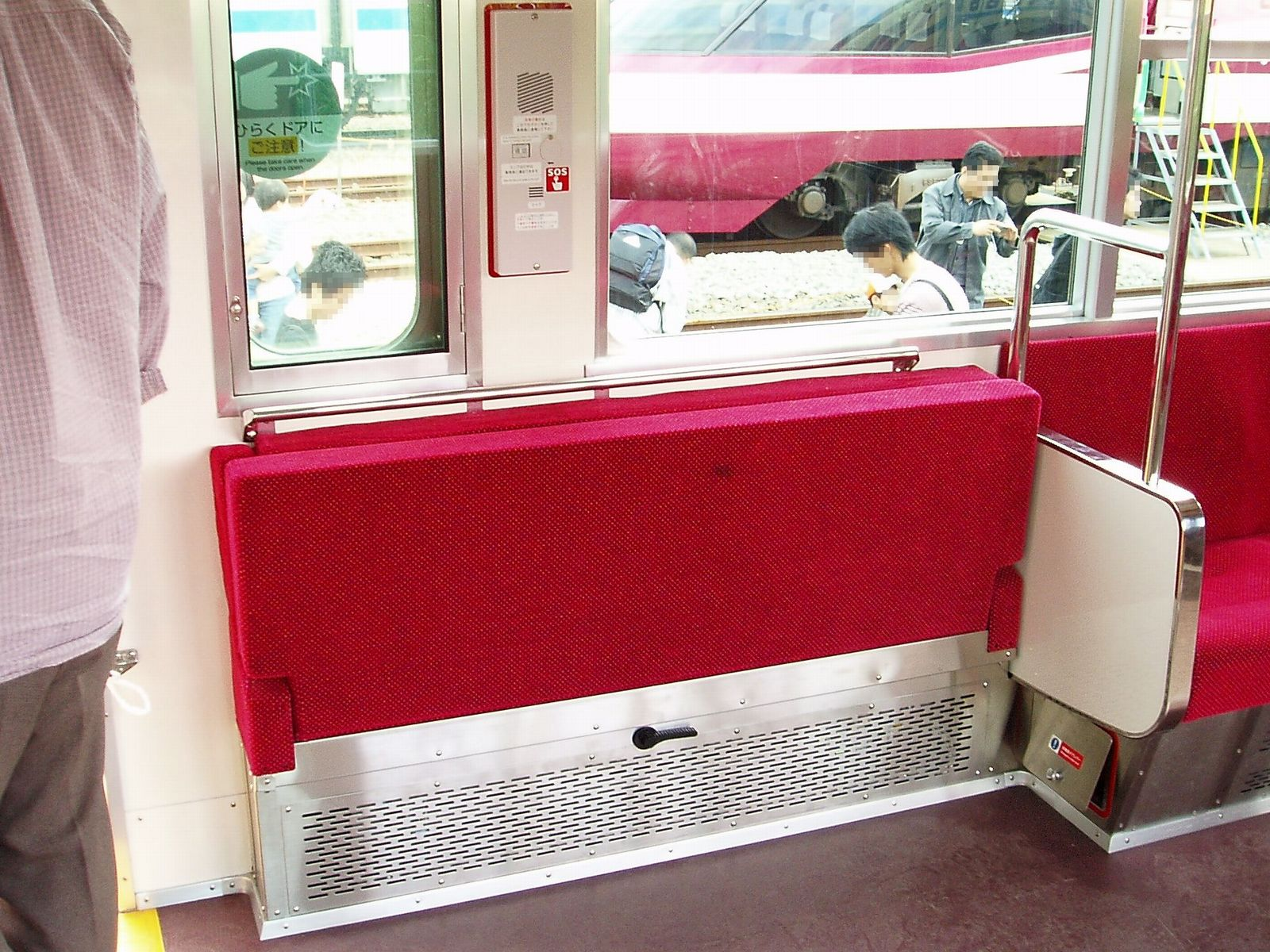
Espace UFR.
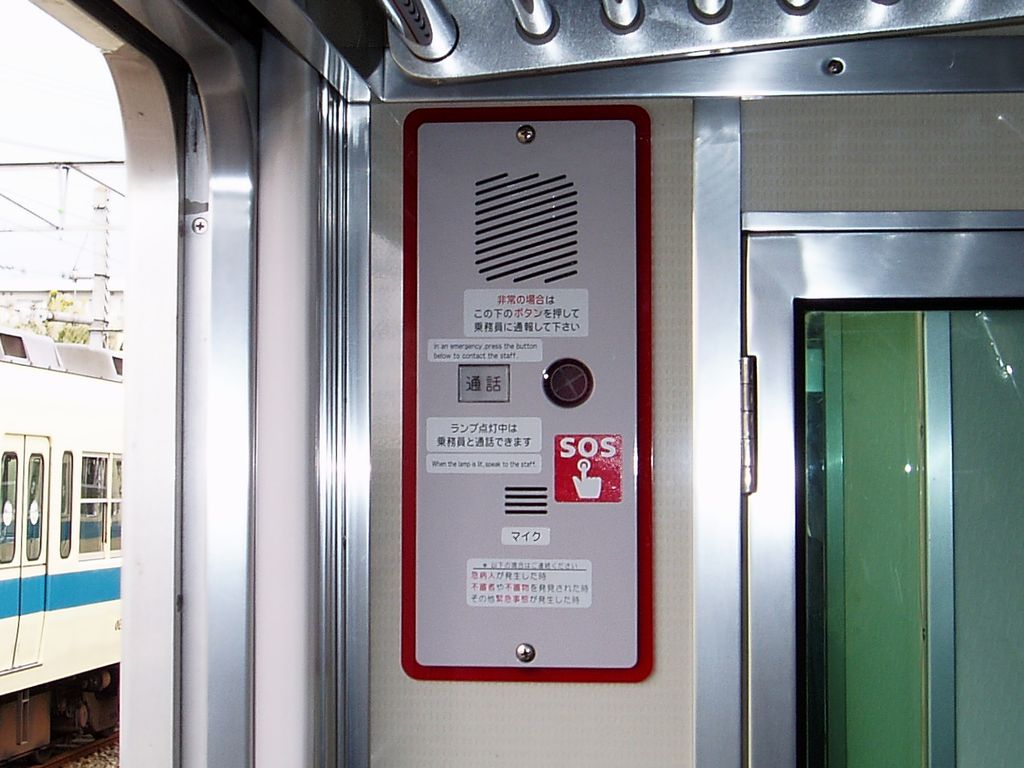
Nouveau bouton d'urgence.
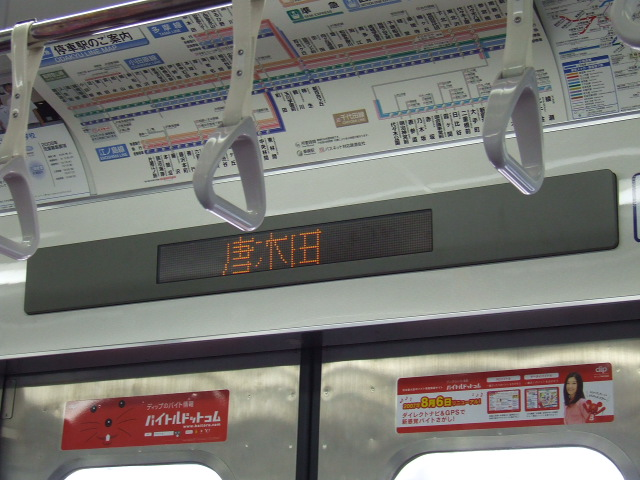
Information voyageur LED.

### Ferraillage
Le 19 juin 2019, une voiture est entrée en collision avec 8264 qui a déraillé. Le train a été démoli le 1er avril 2020, au début de l'exercice suivant. De plus, la même année, les 8255 et 8251 ont été réformés et les derniers  trains utilisant encore le hacheur ont disparu. Après cela, la mise au rebut à grande échelle des voitures a commencé, à commencer par la 8056 en octobre 2022.

### Projets futurs
Il a été annoncé que certains trains seraient transférés à la Seibu Railway. Environ 4 trains de six voitures seront utilisés comme « véhicules de soutien » sur la ligne Kokubunji et devraient entrer en service en 2024. Seibu souhaite être a 100% VVVF en 2030, malgré cela, actuellement, les trains utilisant les anciennes technologies non VVVF sont encore nombreux. Elle a donc demandé à Tokyu et Odakyū de leur fournir d'anciens trains, mais rénovés avec du VVVF (Série Tokyu 9000 et Odakyu 8000) pour les lignes secondaires, pendant que trains neufs seront exploités sur les lignes principales.

## Galerie photos

### Extérieur

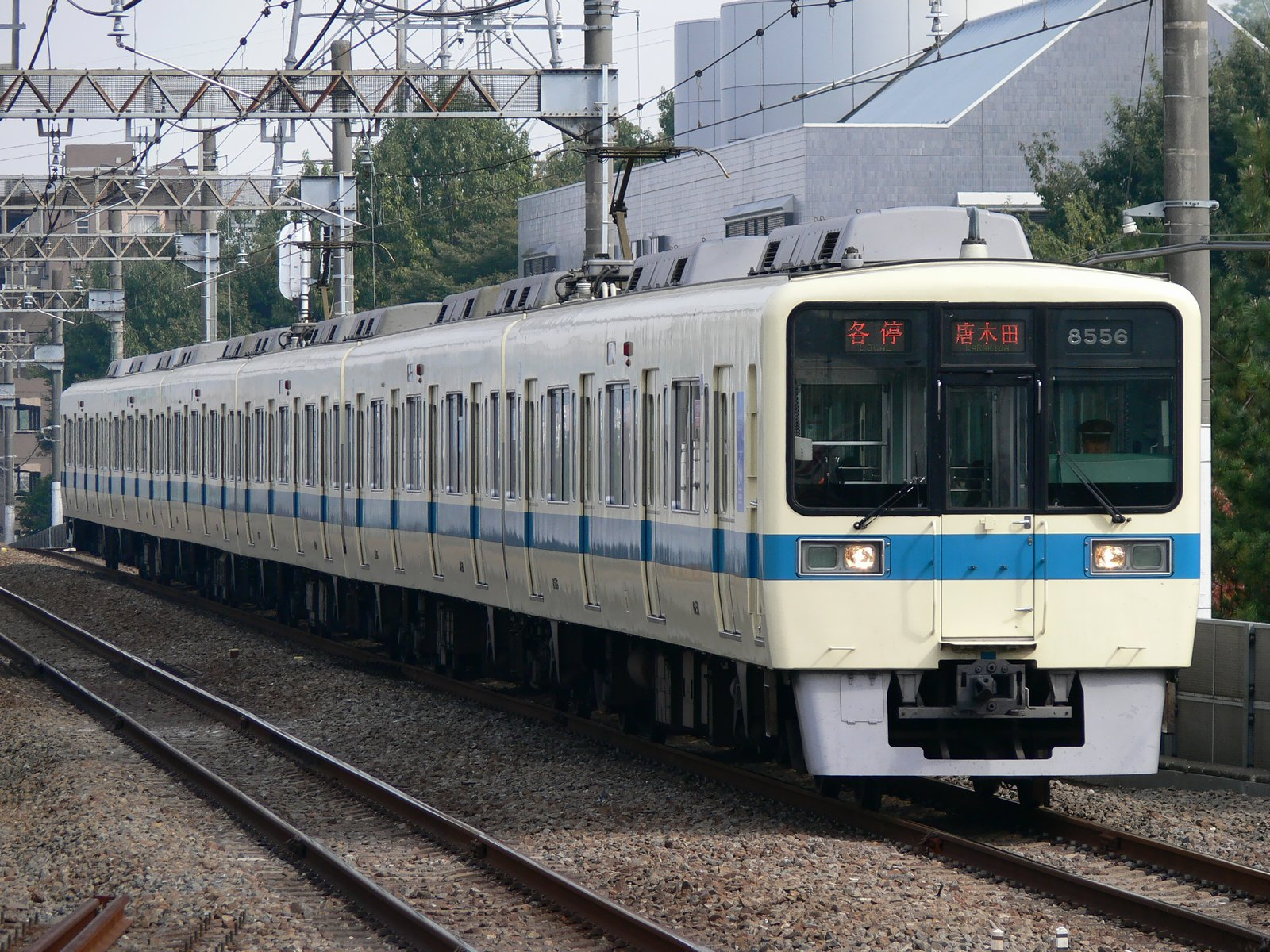
Élément rénové en 2007.
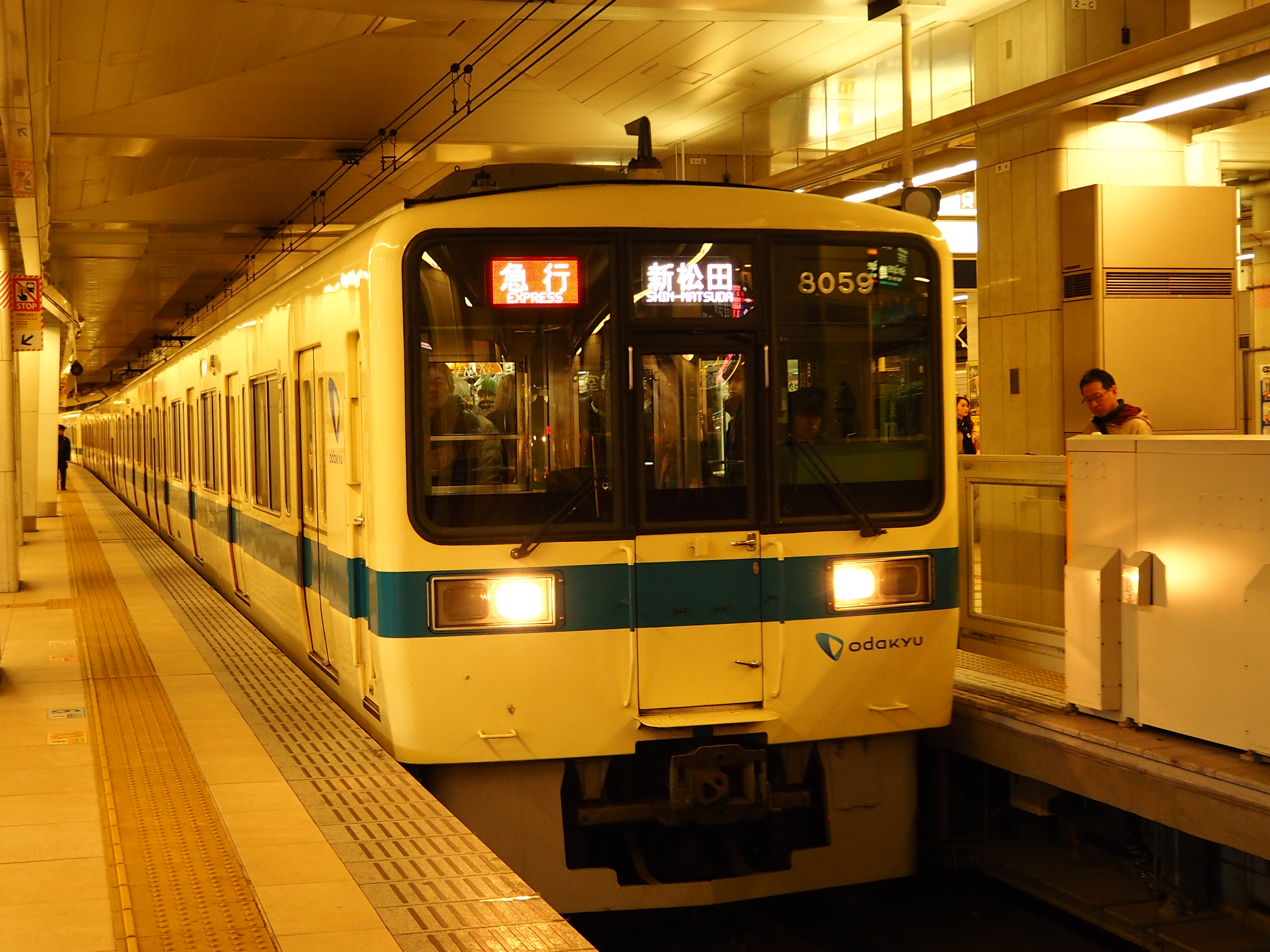
Girouette led, train à Shinjuku
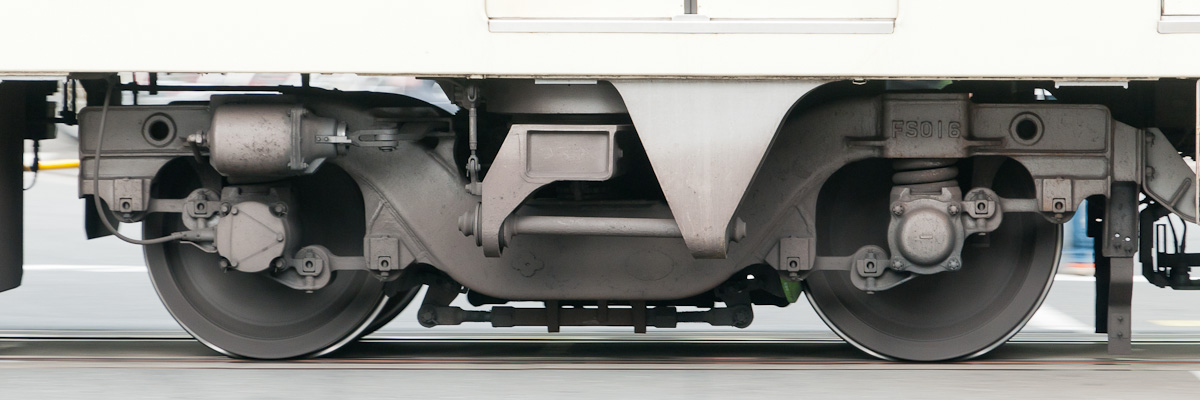
Bogie FS016 porteur.
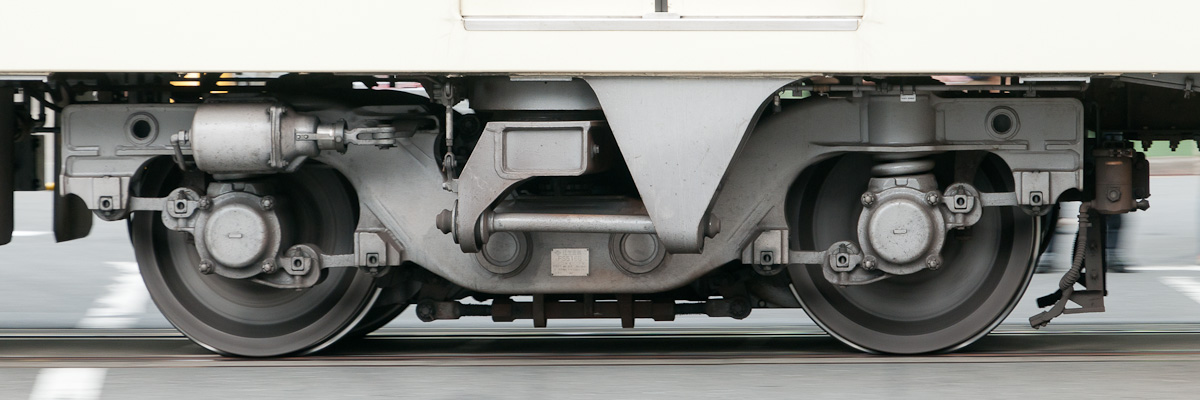
Bogie FS516 moteur.
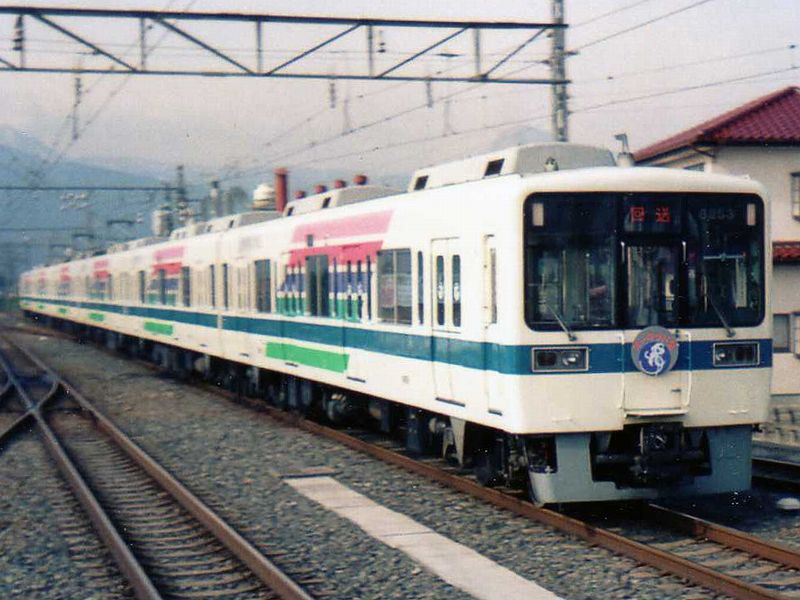
Livrée spéciale années 1980.
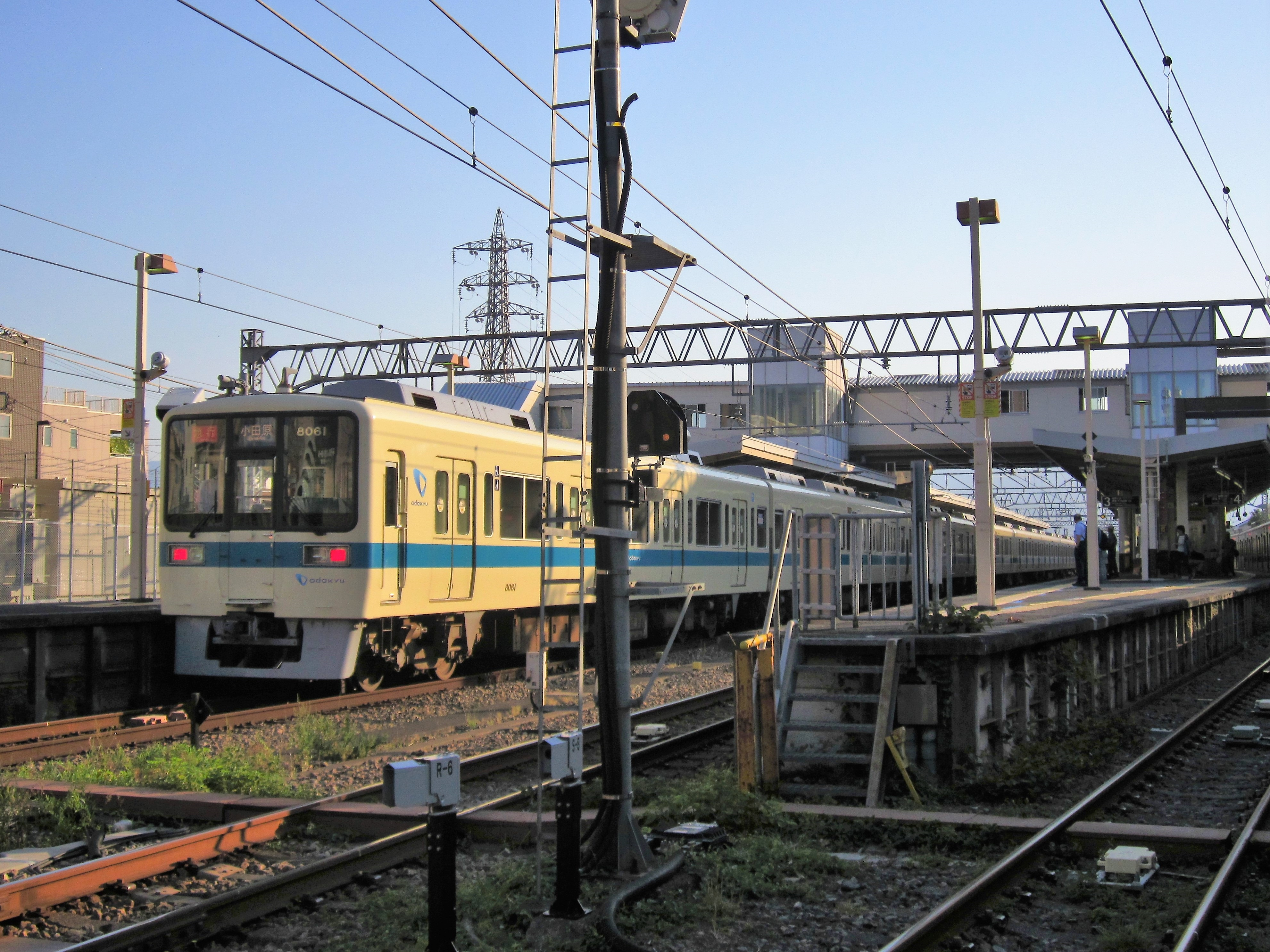
En gare de Shin Matsuda.
- Départ de Machida d'une UM2.
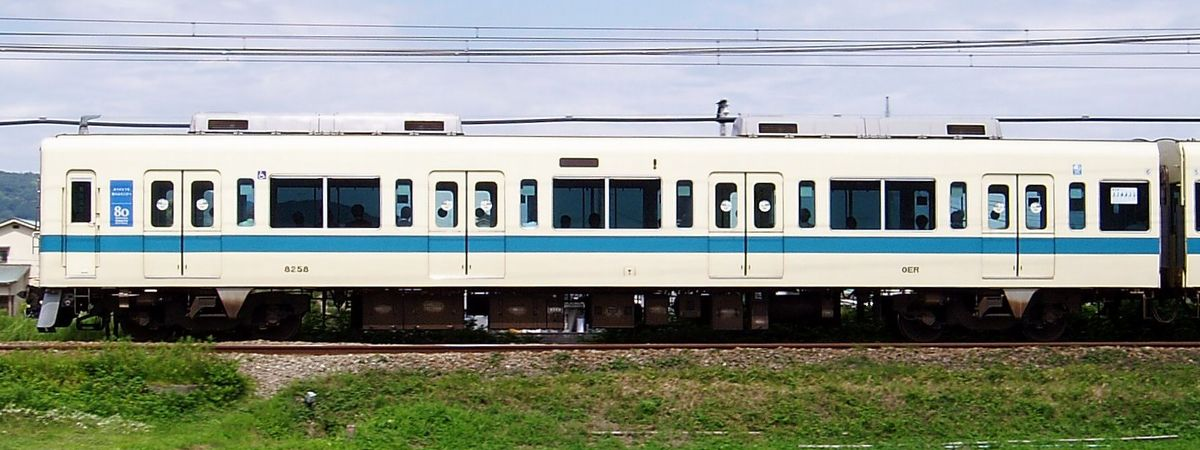
Vue latérale.

### Intérieur

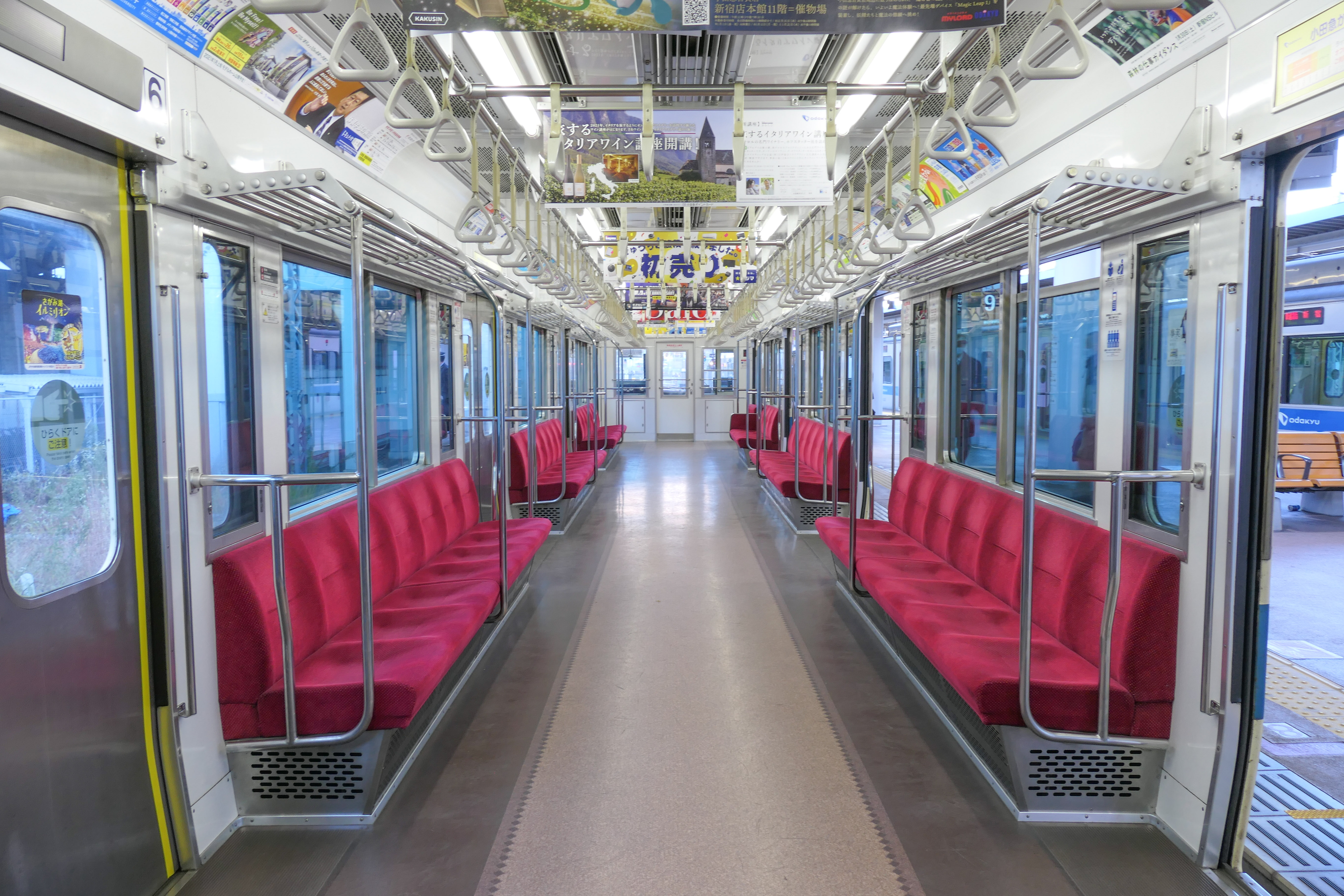
Intérieur rénové.
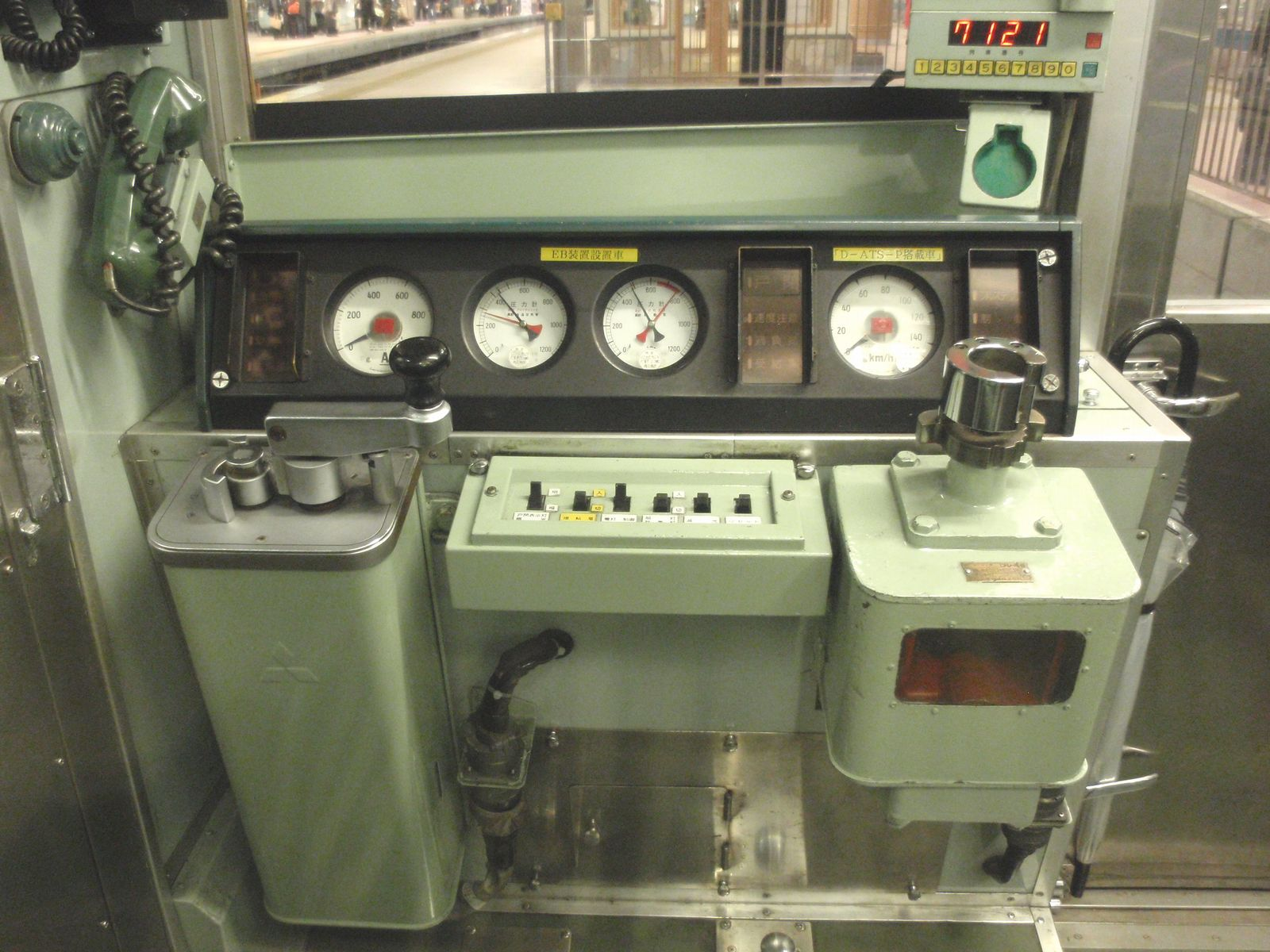
Cabine de conduite originelle.